# Gornje Čarađe
Gornje Čarađe (en serbe cyrillique: Горње Чарађе) est un village de l'ouest du Monténégro, dans la municipalité de Nikšić.

## Démographie

### Évolution historique de la population
| 1948 | 1953 | 1961 | 1971 | 1981 | 1991 | 2003 |
| ---- | ---- | ---- | ---- | ---- | ---- | ---- |
| 178  | 199  | 208  | 158  | 113  | 96   | 68   |